# Bjällerups landskommun
Bjällerups landskommun var en tidigare kommun i dåvarande Malmöhus län.

## Administrativ historik
Kommunen bildades i Bjällerups socken i Torna härad i Skåne när 1862 års kommunalförordningar trädde i kraft. 
Vid kommunreformen 1952 uppgick kommunen i Staffanstorps landskommun som 1971 ombildades till Staffanstorps kommun.